# Expect
Expect je rozšíření skriptovacího jazyka Tcl určené pro automatizaci práce s programy, které interaktivně používají rozhraní příkazového řádku. Expect vytvořil v roce 1990 Don Libes pro unixové systémy, ale od té doby byl přenesen i na Microsoft Windows a jiné systémy.

## Úvod
Expect se používá pro automatizaci řízení interaktivních aplikací, jako je telnet, FTP, passwd, fsck, rlogin, tip, SSH a dalších. Expect používá pseudoterminály v Unixu nebo emulaci konzole ve Windows pro spuštění požadovaného programu, se kterým pak komunikuje pomocí terminálu nebo konzolového rozhraní podobně jako by to dělal člověk. Výsledkem může být úplná automatizace činnosti nebo například poskytnutí grafického uživatelského rozhraní uživateli (při použití Tk).
Expect disponuje mechanismem regulárních výrazů pro vyhledávání vzorků a obecnou programovou funkcionalitou, která umožňuje jednoduchým skriptům inteligentně řídit programy, které nemají programovací jazyk, makra nebo jiný mechanismus pro programování.

## Použití
Expect slouží jako „lepidlo“ umožňující propojit dohromady existující programy, které nebyly navrženy, aby vzájemně spolupracovaly. Obecně je vhodné využít co nejvíce funkcionality existujících nástrojů, než řešit problémy v Expectu.
Důležitou doménou pro Expect jsou komerční softwarové produkty. Mnoho programů poskytuje ovládání pomocí příkazového řádku, ale často neumožňují psaní skriptů. Byly navrženy, aby umožňovaly správu určitého zařízení, ale výrobce často nevynaložil dostatek prostředků na plnou implementaci robustního skriptovacího jazyka. Skript v Expectu může spustit shell, používat proměnné prostředí, provádět některé unixové příkazy pro načtení dalších informací a pak vstoupit do prostředí příkazového řádku programu s nezbytnými informacemi pro dosážení záměru uživatele. Po shromáždění potřebných informací v příkazovém řádku programu může skript provést inteligentní rozhodnutí o tom, zda provést nějakou akci, a jak.
Pokaždé, když Expect dokončí operaci, jsou výsledky uloženy do lokální proměnné $expect_out. To skriptu umožňuje shromáždit informace potřebné pro uživatele, a zároveň rozhodnout o dalším chování skriptu.
Expect se často používá pro vytváření testů programů, utilit nebo vestavěných systémů. Příkladem testovacího nástroje napsaného v Expectu je DejaGnu, který byl intenzivně používán pro testování GCC, a je velmi vhodný i pro testování na vzdálených strojích například při vývoji vestavěných systémů.
Pro automatizaci vytváření expect skriptů lze použít nástroj nazývaný autoexpect, který sleduje činnost uživatele a pomocí heuristik vytváří skript v expectu. Přestože vygenerovaný kód může být rozsáhlý a hůře srozumitelný, lze se jím inspirovat nebo jej upravit na lepší kód.
```
# Proměnné $remote_server, $my_user_id, $my_password a $my_command musí být

# již nastaveny dříve ve skriptu.

# Otevřít spojení telnetem na server, a počkat na výzvu k zadání uživatelského jména

spawn
 
telnet
 
$remote_server

expect
 
"username:"

# Poslat uživatelské jméno a čekat na výzvu na zadání hesla

send
 
"$my_user_id\r"

expect
 
"password:"

# Poslat heslo a čekat na výzvu shellu

send
 
"$my_password\r"

expect
 
"%"

# Poslat požadovaný příkaz a znovu čekat na výzvu shellu

send
 
"$my_command\r"

expect
 
"%"

# Výsledky uložit do proměnné results pro pozdější zobrazení nebo uložení do souboru

set
 
results
 
$expect_out
(
buffer
)

# Ukončit telnetové spojení a čekat na ukončení vstupu

send
 
"exit\r"

expect
 
eof

```

Dalším příkladem je skript, který automatizuje FTP:
```
# Nastavte parametr timeout (prodleva) na vhodnou hodnotu;

# pokud je např. soubor velmi velký a síť pomalá, je třeba

# hodnotu parametru dobře vyladit.

set
 
timeout
 
-
1

# Otevřít ftp spojení na server a počkat na výzvu k zadání uživatelského jména

spawn
 
ftp
 
$remote_server

expect
 
"username:"

# Poslat uživatelské jméno a čekat na výzvu na zadání hesla

send
 
"$my_user_id\r"

expect
 
"password:"

# Poslat heslo a čekat na výzvu programu FTP

send
 
"$my_password\r"

expect
 
"ftp>"

# Přepnout to binárního režimu a počkat na výzvu programu FTP

send
 
"bin\r"

expect
 
"ftp>"

# Vypnout vypisování dotazů

send
 
"prompt\r"

expect
 
"ftp>"

# Načíst všechny soubory

send
 
"mget *\r"

expect
 
"ftp>"

# Ukončit FTP spojení a čekat na ukončení vstupu

send
 
"bye\r"

expect
 
eof

```

Následuje příklad, který ukazuje automatizaci použití SFTP (s heslem):
```
#!/usr/bin/env expect -f

# procedura pro připojení; výsledek je 0 při úspěchu, 1 jinak

proc
 
connect
 
{
passw
}
 
{

  
expect
 
{

    
"Password:"
 
{

      
send
 
"$passw\r"

        
expect
 
{

          
"sftp*"
 
{

            
return
 
0

          
}

        
}

    
}

  
}

  
# timed out

  
return
 
1

}

# načti vstupní parametry

set
 
user
 
[
lindex
 
$argv
 
0
]

set
 
passw
 
[
lindex
 
$argv
 
1
]

set
 
host
 
[
lindex
 
$argv
 
2
]

set
 
location
 
[
lindex
 
$argv
 
3
]

set
 
file1
 
[
lindex
 
$argv
 
4
]

set
 
file2
 
[
lindex
 
$argv
 
5
]

#puts "Argument data:\n";

#puts "user: $user";

#puts "passw: $passw";

#puts "host: $host";

#puts "location: $location";

#puts "file1: $file1";

#puts "file2: $file2";

# kontrola, jestli máme všechno

if
 
{
 
$user
 
==
 
""
 
||
 
$passw
 
==
 
""
 
||
 
$host
 
==
 
""
 
||
 
$location
 
==
 
""
 
||
 
$file1
 
==
 
""
 
||
 
$file2
 
==
 
""
 
}
 
{

  
puts
 
"Usage: <user> <passw> <host> <location> <file1 to send> <file2 to send>\n"

  
exit
 
1

}

#sftp to specified host and send the files

spawn
 
sftp
 
$user
@
$host

set
 
rez
 
[
connect
 
$passw
]

if
 
{
 
$rez
 
==
 
0
 
}
 
{

  
send
 
"cd $location\r"

  
set
 
timeout
 
-
1

  
send
 
"put $file2\r"

  
send
 
"put $file1\r"

  
send
 
"ls -l\r"

  
send
 
"quit\r"

  
expect
 
eof

  
exit
 
0

}

puts
 
"\nError connecting to server: $host, user: $user and password: $passw!\n"

exit
 
1

```

Předávání hesel jako pomocí parametrů příkazů použité v tomto příkladě, je bezpečnostní díra, protože jiní uživatelé na stejném počítači mohou heslo zjistit pomocí příkazu ps. Je však možné kód upravit, aby poslal heslo po vypsání výzvy:
```
stty
 
-
echo

send_user
 
--
 
"Enter Password: "

expect_user
 
-
re
 
"(.*)\n"

send_user
 
"\n"

stty
 
echo

set
 
PASS
 
$expect_out
(
1
,string
)

```

Tento postup je bezpečnější, ale stále je problémem uložení nezašifrovaného hesla v textu skriptu.
Další příkladem je automatizované přihlášení uživatele na počítač pomocí ssh:
```
# timeout is a předdefinovaná proměnná v expectu nastavená na 10 sec

# spawn_id je další implicitně používaná proměnná v expectu.

set
 
timeout
 
60

spawn
 
ssh
 
$user
@machine

while
 
{
1
}
 
{

  
expect
 
{

    
eof
                          
{break}

    
"The authenticity of host"
   
{
send
 
"yes\r"
}

    
"password:"
                  
{
send
 
"$password\r"
}

    
"*\]"
                        
{
send
 
"exit\r"
}

  
}

}

wait

# Je vhodné zavřít spawn_id handle vytvořené příkazem spawn:

close
 
$spawn_id

```

## Alternativy
Různé projekty implementují funkčnost podobnou Expectu v jiných jazycích – C#, Java, Scala, Groovy, Perl, Python, Ruby, Shell a Go. Obecně se nejedná o přesné klony původního Expectu, ale často se mu velmi podobají.

### C#
- Expect.NET – funkčnost Expectu pro C# (.NET)
- DotNetExpect – Expectem inspirovaná knihovna pro automatizaci konzolových programů pro .NET

### Java
- expect4j – pokus o klon původního Expectu v jazyce Java
- ExpectJ – další implementace unixového programu expect v jazyce Java
- Expect-pro-Java – čistě javová implementace nástroje Expect
- expect4java – javová implementace nástroje Expect, která podporuje vnořené clousures. Existuje také wrapper pro Groovy DSL.

### Scala
- scala-expect – implementace velmi malé podmnožiny funkčnosti nástroje Expect pro jazyk Scala.

### Groovy
- expect4groovy – implementace nástroje Expect pro Groovy DSL.

### Perl
- Expect.pm – Perlový modul (nejnovější verze je na metacpan.org)

### Python
- Pexpect – modul pro Python pro řízení interaktivních programů v pseudoterminálu
- winpexpect – port pexpect na platformu Windows

### Ruby
- RExpect – přímá náhrada modulu expect.rb ze standardní knihovny.
- Expect4r – Komunikace s Cisco IOS, IOS-XR a Juniper JUNOS CLI

### Shell
- Empty – program podobný Expectu pro spouštění interaktivních příkazů v unixových shellových skriptech

### Go
- GoExpect – balíček podobný Expectu pro jazyk Go